# Regió dels Grans Llacs

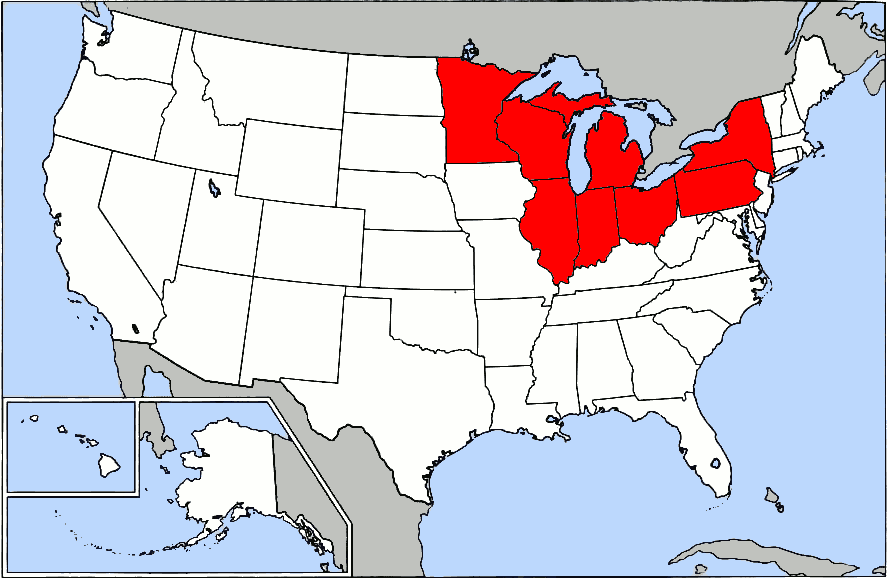
Els estats dels Estats Units que conformen la Regió dels Grans Llacs, assenyalats en vermell.

La Regió dels Grans Llacs comprèn part de la província canadenca d'Ontario, on es localitza íntegrament la línia de costa canadenca dels Grans Llacs, i vuit estats dels Estats Units (Illinois, Indiana, Ohio, Michigan, Minnesota, Nova York, Pennsilvània i Wisconsin) que tenen litoral als Grans Llacs. Els ports més importants de la regió són els de Chicago, Detroit, Cleveland, Buffalo i Toronto.